# قلعه پر سیما
بقایای قلعه پر سیما مربوط به دوره ساسانیان است و در شهرستان قیروکارزین، بخش افزر، دهستان افزر، منطقه سرافزر، ارتفاعات جنوبی شهر تاریخی سیما واقع شده و با شمارهٔ ثبت ۲۶۶۲۹ به‌عنوان یکی از آثار ملی ایران به ثبت رسیده است.